# Asifabad
Asifabad là một thị trấn thống kê (census town) của quận Adilabad thuộc bang Telangana, Ấn Độ.

## Địa lý
Asifabad có vị trí 19°22′B 79°17′Đ / 19,37°B 79,28°Đ Nó có độ cao trung bình là 218 mét (715 foot).

## Nhân khẩu
Theo điều tra dân số năm 2001 của Ấn Độ, Asifabad có dân số 19.334 người. Phái nam chiếm 52% tổng số dân và phái nữ chiếm 48%. Asifabad có tỷ lệ 62% biết đọc biết viết, cao hơn tỷ lệ trung bình toàn quốc là 59,5%: tỷ lệ cho phái nam là 71%, và tỷ lệ cho phái nữ là 52%. Tại Asifabad, 13% dân số nhỏ hơn 6 tuổi.